# Американський комітет визволення народів Росії
Американський комітет визволення народів Росії, також відомий як  «Американський комітет звільнення від більшовизму», був американською антикомуністичною організацією, заснованою в 1950 році , яка працювала за звільнення Росії від комунізму. Це було частиною проєкту ЦРУ відома під кодовою назвою «QKACTIVE». 
Першим головою цього комітету був Юджин Лайонс. 
Микола Абрамчик був представником координаційного комітету неросійських організацій, що представляв шість національностей (українців, грузинів, азербайджанців, північнокавказців, вірменів та білорусів), який був заснований в Європі для представлення неросійських груп, які бажають приєднатися до «Американського комітету звільнення від більшовизму».
«Американський комітет визволення народів Росії» заснував у 1953 році антикомуністичну телекомпанію «Радіо Визволення», яка пізніше стала відомою як «Радіо Свобода». Телекомпанія базувалась в Лампертхаймі в Гессені, Німеччина, і транслювала російськомовні пропагандистські програми в СРСР. Мовник отримував фінансування від Конгресу США. Радянський Союз намагалася заглушити їхнє мовлення. У 1973–1976 – Радіо Свобода було об’єднано з Радіо Вільна Європа, що базувалося в Англійському саду в Мюнхені. У 1995 році радіостанція «Радіо Вільна Європа/Радіо Свобода» переїхала на Вацлавську площу в Празі.
Видавав власний квартальний журнал «Проблеми народів СРСР» (Мюнхен; 1958–1966).